# Bobi Or
Robert Gordon Or, OC (rođen 20. mart 1948) jeste kanadski bivši profesionalni igrač hokeja na ledu, široko priznat kao jedan od najvećih igrača svih vremena. Or je koristio svoju brzinu klizanja na ledu, i sposobnost igranja i davanja golova da revolucionarno izmeni poziciju branioca. On je igrao 12 sezona u Nacionalnoj hokejaškoj ligi (NHL), počevši od 10 sezona sa Boston bruinsima, a završavajući sa dve sezone sa Čikago blekhoksima. Or ostaje jedini odbrambeni igrač koji je osvojio dva naslova lige sa dva Art Rosova trofeja. On drži rekord za najviše poena i asistiranja odbrambenog igrača u pojedinačnoj sezoni. Or je osvojio rekordnih osam uzastopnih Norisovih trofeja kao najbolji odbrambeni igrač NHL-a i tri uzastopna Hartova trofeja kao najvredniji igrač lige (MVP). Or je uveden u Hokejašku dvoranu slavnih 1979. godine u svojoj 31. godini, te je bio najmlađi igrač s tim priznanjem u to doba. Or je 2017. godine proglašen jednim od „100 najvećih NHL igrača” u istoriji. Nakon hokejaške karijere, postao je poznat skaut mnogih profesionalnih timova. Takođe provodi vreme razgovarajući sa mladim klizačima i podučavajući ih.
Or je počeo da se bavi organizovanom hokejom sa osam godina. Prvo je igrao kao napadač, ali je prešao u odbranu i bio je podstican da koristi svoje klizačke veštine za kontrolu igre. Orova igra na provincijskom takmičenju u Ontarija privukla je pažnju NHL skauta već kad je imao dvanaest godina. U svojoj četrnaestoj godini Or se pridružio Ošava generalsima bruinsovoj juniorskoj hokejaškoj podružnici, i bio je sveukupna zvezda tokom tri od četiri sezone koje je proveo s njima.
Or se 1966. pridružio Boston bruinsima, timu koji nije osvojio Stenli kap od 1941. godine i nije se kvalifikovao za plejofove od 1959. godine. Sa Orom su bruinsi dva puta osvojili Stenli kap, 1970. i 1972, a izgubili su u finalu u 1974. godine. U obe pobede Or je postigao odlučujući pogodak i proglašen je za najvrednijeg igrača plejofa. U finalnom dostignuću njegove karijere bio je MVP međunarodnog hokejaškog turnira u Kupu Kanade 1976. Godine 1976, Or je napustio Boston kao slobodan agent da bi se pridružio Čikago blekhoksima, ali ponovljene povrede su mu efektivno uništile levo koleno, i on se povukao 1978. godine u 30. godini života.
Orov prvi profesionalni kontrakt bio je jedan od prvih u profesionalnom hokeju na ledu koji je pregovarao agent. On je postao najbolje plaćeni igrač u istoriji NHL-a kao novajlija. Njegov drugi ugovor bio je prvi ugovor od milion dolara u NHL-u. Međutim, nakon penzionisanja Or je saznao da je duboko u dugovima i morao je da proda većinu svog poseda. Or je raskinuo sa svojim agentom Alanom Iglesonom i tužio je blekhokse da bi izmirio svoj ugovor. Or i njegova porodica vratili su se u Boston, gde je Or počeo da obnavlja svoje finansije. Or je pomogao u istragama koje su dovele do Iglesonove osude za prevaru i zabrane advokatske prakse. Or je takođe podržao tužbu koja je razotkrila korupciju NHL-ovog penzijskog plana.
Or je počeo da se bavi poslom igračkog agenta 1996. godine, a danas je predsednik agencije Orova hokejaška grupa. Ova agencija predstavlja preko 20 aktivnih NHL igrača. Or je aktivan dobrotvornim aktivnostima i u televizijskim reklamama. Od 1996. godine Or je trenirao tim juniorskih hokejaša u godišnjim igrama CHL top prospekta. Or se oženio u septembru 1973. sa Margaret Luiz Vud. Otac je dva sina i ima unuče.

## Statistike karijere
Dostignuća karijere u svakoj statističkoj kategoriji označena su podebljanim slovima.
|            |                  |            |     | Regularna sezona | Regularna sezona | Regularna sezona | Regularna sezona | Regularna sezona | Regularna sezona | Regularna sezona | Regularna sezona | Regularna sezona |    | Pejofovi | Pejofovi | Pejofovi | Pejofovi | Pejofovi |
| Sezona     | Tim              | Liga       | GP  | G                | A                | Pts              | PIM              | +/-              | PP               | SH               | GW               | GP               | G  | A        | Pts      | PIM      |          |          |
| ---------- | ---------------- | ---------- | --- | ---------------- | ---------------- | ---------------- | ---------------- | ---------------- | ---------------- | ---------------- | ---------------- | ---------------- | -- | -------- | -------- | -------- | -------- | -------- |
| 1962–63    | Ošava dženerals  | Metro Jr.A | 34  | 6                | 15               | 21               | 45               | —                | —                | —                | —                | —                | —  | —        | —        | —        |          |          |
| 1963–64    | Ošava dženerals  | OHA        | 56  | 29               | 43               | 72               | 142              | —                | —                | —                | —                | 6                | 0  | 7        | 7        | 21       |          |          |
| 1964–65    | Ošava dženerals  | OHA        | 56  | 34               | 59               | 93               | 112              | —                | —                | —                | —                | 6                | 0  | 6        | 6        | 10       |          |          |
| 1965–66    | Ošava dženerals  | OHA        | 47  | 38               | 56               | 94               | 92               | —                | —                | —                | —                | 17               | 9  | 19       | 28       | 14       |          |          |
| 1966–67    | Boston Bruins    | NHL        | 61  | 13               | 28               | 41               | 102              | —                | 3                | 1                | 0                | —                | —  | —        | —        | —        |          |          |
| 1967–68    | Boston bruinsi   | NHL        | 46  | 11               | 20               | 31               | 63               | +30              | 3                | 0                | 1                | 4                | 0  | 2        | 2        | 2        |          |          |
| 1968–69    | Boston bruinsi   | NHL        | 67  | 21               | 43               | 64               | 133              | +65              | 4                | 0                | 2                | 10               | 1  | 7        | 8        | 10       |          |          |
| 1969–70    | Boston bruinsi   | NHL        | 76  | 33               | 87               | 120              | 125              | +54              | 11               | 4                | 3                | 14               | 9  | 11       | 20       | 14       |          |          |
| 1970–71    | Boston bruinsi   | NHL        | 78  | 37               | 102              | 139              | 91               | +124             | 5                | 3                | 5                | 7                | 5  | 7        | 12       | 10       |          |          |
| 1971–72    | Boston bruinsi   | NHL        | 76  | 37               | 80               | 117              | 106              | +86              | 11               | 4                | 4                | 15               | 5  | 19       | 24       | 19       |          |          |
| 1972–73    | Boston bruinsi   | NHL        | 63  | 29               | 72               | 101              | 99               | +56              | 7                | 1                | 3                | 5                | 1  | 1        | 2        | 7        |          |          |
| 1973–74    | Boston bruinsi   | NHL        | 74  | 32               | 90               | 122              | 82               | +84              | 11               | 0                | 4                | 16               | 4  | 14       | 18       | 28       |          |          |
| 1974–75    | Boston bruinsi   | NHL        | 80  | 46               | 89               | 135              | 101              | +80              | 16               | 2                | 4                | 3                | 1  | 5        | 6        | 2        |          |          |
| 1975–76    | Boston bruinsi   | NHL        | 10  | 5                | 13               | 18               | 22               | +10              | 3                | 1                | 0                | —                | —  | —        | —        | —        |          |          |
| 1976–77    | Čikago blekhoksi | NHL        | 20  | 4                | 19               | 23               | 25               | +6               | 2                | 0                | 0                | —                | —  | —        | —        | —        |          |          |
| 1978–79    | Čikago blekhoksi | NHL        | 6   | 2                | 2                | 4                | 4                | +2               | 0                | 0                | 0                | —                | —  | —        | —        | —        |          |          |
| OHA totals | OHA totals       | OHA totals | 193 | 107              | 173              | 280              | 391              |                  |                  |                  |                  | 29               | 9  | 32       | 41       | 45       |          |          |
| NHL totals | NHL totals       | NHL totals | 657 | 270              | 645              | 915              | 953              | +597             | 76               | 16               | 26               | 74               | 26 | 66       | 92       | 92       |          |          |

Izvor: hockeydb.com

## Literatura
- Bock, Hal (1974). Hockey '75: Stars and Records. Pyramid Books.
- Brunt, Stephen (2006). Searching for Bobby Orr. Random House. ISBN 978-0-676-97651-9.
- Conway, Russ (1995). Game Misconduct: Alan Eagleson and the Corruption of Hockey. Toronto: Macfarlane Walter & Ross. ISBN 978-0-921912-78-1. OCLC 34271839.
- Cox, Damian (10. 2. 1997). „Orr once again major player in NHL game”. Toronto Star. стр. B1.
- Cruise, David; Griffiths, Alison (1991). Net Worth: Exploding the Myths of Pro Hockey. Viking. ISBN 0-670-83117-4.
- Dinger, Ralph, ур. (2010). National Hockey League Official Guide & Record Book 2011. Dan Diamond & Associates. ISBN 978-1-894801-19-5.
- DiManno, Rosie (1999). „Portrait of the Artist as a Young Bachelor”.  Ур.: MacInnis, Craig. Remembering Bobby Orr. Stoddart Publishing. стр. 29–43. ISBN 0-7737-3196-2.
- Dryden, Steve (2000). The Top 100 NHL Players of All Time. Toronto: Transcontinental Sports Publishers. ISBN 0-7710-4175-6.
- Fischler, Stan; Fischler, Shirley (1983). Everybody's hockey book. Charles Scribner's Sons. ISBN 0-684-18022-7.
- Foster, Susan (2006). The Power of Two: The Carl Brewer Story. Bolton, ON: Fenn Publishing. ISBN 978-1-55168-289-1.
- Hunter, Douglas (1997). Champions: The Illustrated History of Hockey's Greatest Dynasties. Chicago: Triumph Books. ISBN 1-57243-213-6.
- MacInnis, Craig, ур. (1999). Remembering Bobby Orr. Stoddart Publishing. ISBN 0-7737-3196-2.
- McKenzie, Bob (2000). „Full Speed Ahead”.  Ур.: Dryden, Steve. Century of Hockey. McClelland & Steward Ltd. стр. 8—13. ISBN 0-7710-4179-9.
- Orr, Frank (1999). „How Great Was He?”.  Ур.: MacInnis, Craig. Remembering Bobby Orr. Stoddart Publishing. стр. 77–91. ISBN 0-7737-3196-2.

- Podnieks, Andrew (2000). The NHL All-Star Game: 50 Years of the Great Tradition. Toronto, ON: HarperCollins Books. ISBN 0-00-200058-X.
- Podnieks, Andrew (2003). The goal: Bobby Orr and the most famous goal in Stanley Cup history. Triumph Books. ISBN 1-57243-570-4.
- Price, S.L. (2. 3. 2009). „The Ever Elusive, Always Inscrutable And Still Incomparable Bobby Orr”. Sports Illustrated. Архивирано из оригинала 12. 12. 2013. г. Приступљено 20. 3. 2010.
- Simpson, Rob (2008). Black and gold: four decades of Boston Bruins photographs. John Wiley & Sons Canada. ISBN 978-0-470-15473-1.
- Thomas, Rick (2011). Early Hockey Years in Parry Sound, The Orr/Crisp Years, Part 2, 1942–1973. ISBN 978-0-9813868-1-2.

## Spoljašnje veze
- His game-winning overtime goal ending the 1970 Stanley Cup finals на веб-сајту